# 潘金蓮

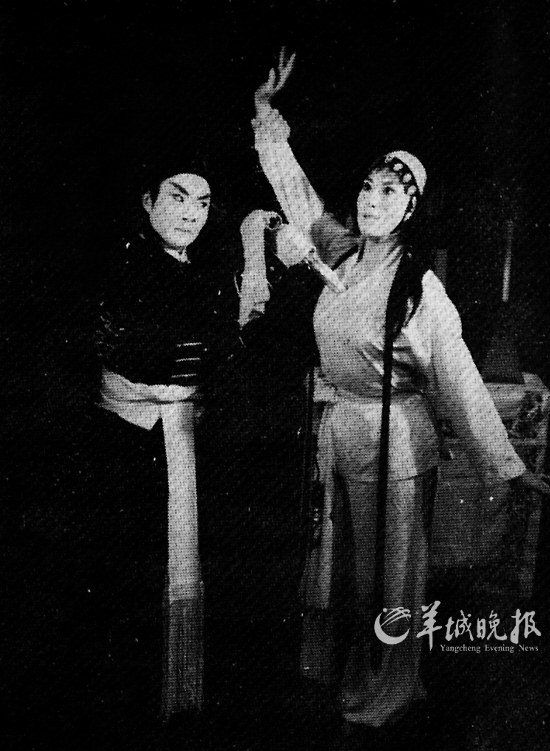
1961年4月，北京人艺演出欧阳予倩的话剧《潘金莲》

潘金莲是《水滸傳》、《金瓶梅》中的人物，也有說法表示潘金莲是一位历史人物，山东清河（今泰安市东平县）人，武大郎之妻。
后世文学作品將其描繪成一個不守婦道、美豔放蕩的淫婦；从而塑造成一个既聪明機變、美丽风流，又是个心狠手辣、寡廉鮮恥、搬弄是非、淫慾无度，成為陰險、妖豔、淫蕩、狠毒的典型，以美女蕩婦的形象背負千載惡名，遭到唾罵。

## 小说描写

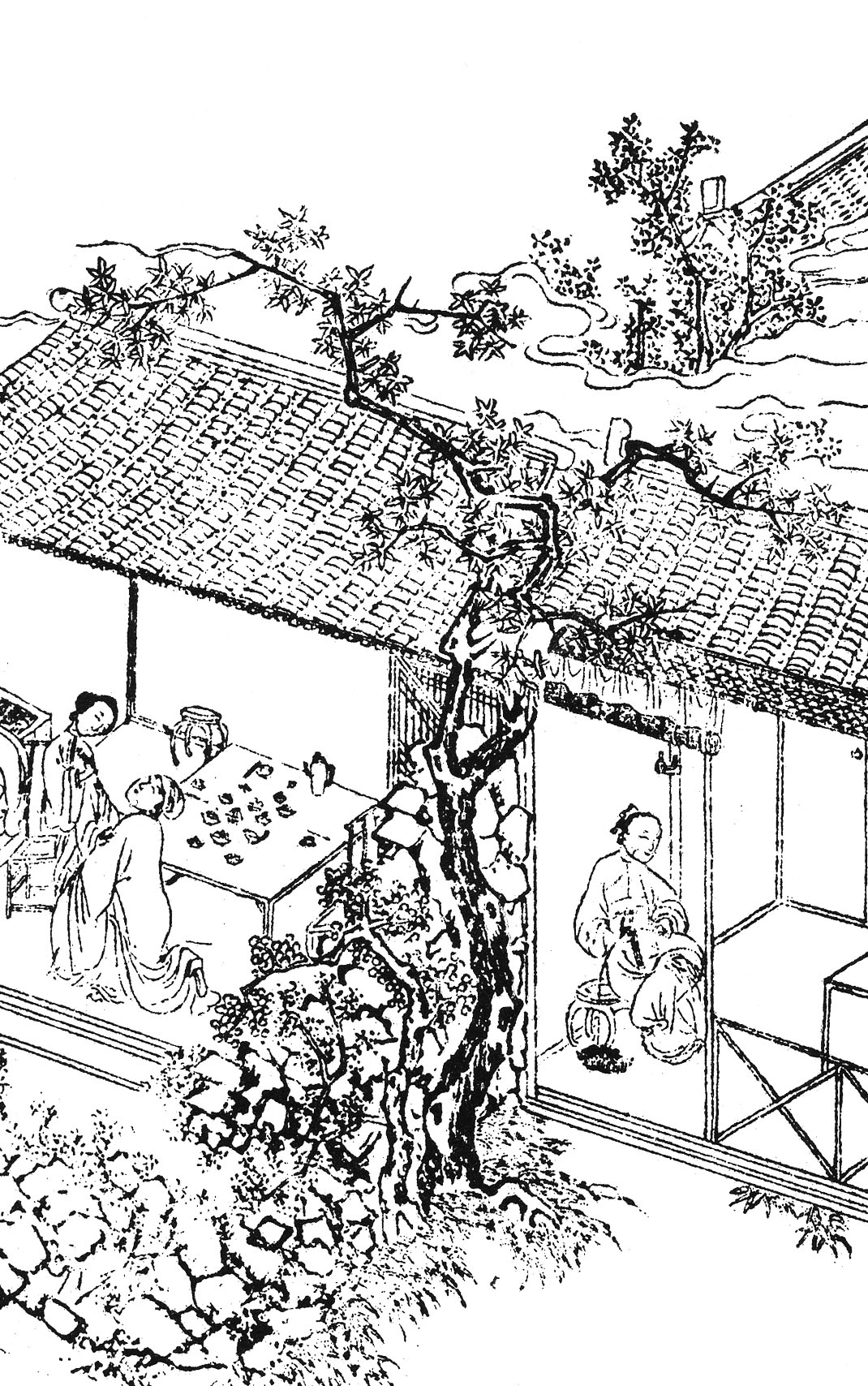
西门庆和金瓶梅

在《水滸傳》中，潘金蓮為賣炊餅的武大郎妻子，與西門慶私通，姘淫為惡，毒殺親夫武大郎，最後兩人惡行曝光，均被武大郎的弟弟武殺死。但後來《金瓶梅》一書擷取此段故事加以創作，成為書中第一主角，多了武迎兒继母、西門大姐岳母的身分，同時是西門慶、陳經濟情婦。
而《金瓶梅》則把她塑造為漂亮美艷卻歹毒殘忍的荒淫蕩婦，生動描寫她嫉妒、潑辣、陰險、狠毒的個性，残忍毒辣，放浪形骸，“慾火燒身，淫心蕩漾”，“青春未及三十歲，慾火難禁一丈高”，結果西門慶被潘金蓮多灌春藥，在雲雨後精盡人亡。潘金蓮在水滸傳與金瓶梅的結局都是死於武松之手。

### 水滸傳中的描述
潘金蓮生於宋哲宗元符元年（1098年）2月4日，卒於宋徽宗宣和二年（1120年）4月8日，屬虎，在清河县的一個大戶人家當侍女，因為姿色美豔，长得眉目如画，通体雪豔，是个美人胚子，被主人看上，想納為妾。潘金蓮便向夫人告狀。於是主人在一氣之下，將潘金蓮白白嫁給相貌醜陋、頭腦可笑的武大郎，甚至倒赔些妝奁，不向武大郎要任何錢。時年二十二歲，年輕美貌、如花似玉的潘金蓮並不甘心嫁給武大而白白糟蹋一生。而武大郎又無法滿足潘金蓮的旺盛慾火，清河縣裡有幾個奸詐的浮浪子弟經常到武大郎家裡調戲她。
潘金蓮是個淫蕩貪色、風流狐媚的女人，見武大郎身材短矮、人物猥瑣，心存不滿。她見武大出去卖炊餅了，就打开大门，在竹帘下面故意露出小小的似嫩笋一样的三寸金莲，嘴里磕着瓜子，脸上抹得厚厚的浓妆，头发上打着很厚的苏州产的桂花头油，隔老远就能闻到浓浓的桂花香，憑著年輕漂亮、淫蕩無羈的資本，和那些浮浪子弟私通上了。因此街坊鄰里都傳說她：“無般不好，為頭的愛偷漢子。”那些浮浪子弟還經常在武大郎家門前叫道：“好一塊羊肉，倒落在狗口裡！”武大郎在街坊鄰里面前丟盡了臉，他又是個懦弱本分的人，因此在清河縣住不下去，便帶著潘金蓮搬到陽谷縣紫石街賃房居住，每日仍舊挑賣炊餅。
因此在見到高大壯碩又是打虎英雄的年輕小叔武時，十分傾心，動了淫歡之心，有了邪念，便精心梳妆，匀粉脸，描黛眉，塗紅唇，換豔服，打扮停当，陪著武松喝了幾杯酒，潘金蓮主動以言辭試探引誘挑逗，淫媚放蕩，但武松不被她的美色所動，起先還先忍著，不料潘金蓮卻越發嬌聲浪氣，淫心愈熾，武松乃有義之人，斷然拒斥，并了解到嫂嫂潘金蓮是個風騷輕佻又不安份守己的女人。事後潘金蓮惱羞成怒，向武大郎誣告遭武松調戲，武大郎不信，而武松為免破壞兄嫂和諧，隱忍不言並搬離武大家。
潘金蓮過了一段寧靜的生活後，一日，潘金蓮在門前收拾帘子時，手上叉竿一滑，不小心打到從門前經過的西門慶，西門慶定神一看潘金蓮妖豔輕佻，驚為天人。西門慶發現武大郎家隔壁剛好就是他認識的王婆家，後來便時常藉故到王婆家兜轉。西門慶請託王婆幫他物色美女，潘金莲在清河也称得上是有名的大美女，王婆知道他看上潘金蓮的美色，因為貪愛西門慶的錢財，所以答應幫忙撮合。
某日，王婆假意請潘金蓮到他家中幫忙縫製壽衣，中午就留潘金蓮用飯，打扮得光鮮亮麗的西門慶此時依計又來串門，潘金蓮便一起陪著飲酒。潘金蓮本來就是一個水性楊花，風流淫蕩的女人，在加上正值青春年华，按捺不住寂寞，西門慶又不時以花言巧語討潘金蓮歡心，王婆見潘金蓮已經上勾，故意出門買酒，製造他們二人幽會的機會。西門慶此時更加大膽，在一次肌膚挑逗後，西門慶慾火焚身，潘金蓮春心蕩漾，兩人眉来眼去，郎有情妹有意的二人便在王婆房裡偷雞摸狗的雲雨。完事後，如膠似漆，王婆故意闖入，一方面指責潘金蓮偷情，要求潘金蓮日後必須時時赴約與西門慶幽會，不然就要向潘金蓮的丈夫武大郎揭發他們私通之穢事，另一方面趁此機會向西門慶催索酬謝，以免西門慶過河拆橋，不到半個月，街坊鄰舍都曉得西門慶和潘金蓮淫亂的醜事，只是一直瞞著武大郎。
潘金蓮與西門慶勾搭成姦，暗中偷情，紙終究包不住火，一名叫鄆哥的少年因受了王婆的氣，憤而向武大郎告發西門慶與潘金蓮通姦之事，於是武大郎夥同鄆哥前往捉姦，果然看到西門慶正與潘金蓮淫亂，當場捉姦在床，不料竟打不過西門慶，武大還反而遭西門慶踢中心窩受傷。武大郎由於先天身形缺陷，所以性格軟弱，委曲求全，只要求潘金蓮略盡人妻之責，他可以睜一隻眼閉一隻眼，並威脅潘金蓮如果不答應，他就要把他們的姦情告訴剛烈火爆的弟弟武松，讓武松來懲罰制裁這對姦夫淫婦，但潘金蓮仍然肆無忌憚，第二天，潘金蓮將武大郎撇在家中，依舊精心梳妝，打扮得花枝招展，濃妝豔抹地去王婆家與西門慶縱淫偷歡，打得火熱，這段期間潘金蓮對武大郎不但不管不問，反而變本加厲折磨他。
這時潘金蓮的歹毒心腸暴露了出來，和西門慶、王婆商量如何解決武大郎，王婆認為一不做，二不休，提議殺人滅口，藉武大郎養傷的機會用毒殺武大郎。由家開藥鋪的西門慶提供砒霜，潘金蓮摻入湯藥中給武大郎服下，王婆幫忙收拾善後，武大郎就在三人通力合作下這麼一命嗚呼。西門慶企圖用錢打點負責驗屍的團頭何九叔，何九叔知道問題嚴重，但暫且不發。後來武松造訪武大家，赫然發現哥哥武大竟然猝死，哀慟之餘也留下幫忙料理後事。武松一开始就怀疑武大为人陷害，某夜，似乎有武大郎冤魂向武松訴苦，这加深了武松的怀疑，武松遂前往驗屍的何九叔家質問詳情。得知始末的武松怒不可遏，隔日清晨即向官府告狀，但縣吏懼於西門慶的勢力，推說證據不足，難以辦案。武松火大，乾脆自己把潘金蓮和王婆抓來審問，並召集鄰里見證。潘金蓮的脸被武松用尖刀反复磨蹭，在武松的威逼下一五一十地全招了，結果當場就被武松抓住发髻揪倒在地，開胸剖肚，掏出心肝五臟祭兄，並且在尚未失去意识的时候被武松活生生砍下脑袋用于祭祀，死時年僅二十二歲。

### 金瓶梅中的描述
在金瓶梅中關於潘金蓮的部分，描述她出生於宋哲宗元祐三年（1088年）2月4日，屬龍，死於宋徽宗宣和二年（1120年）4月8日，還有一直到武大郎被毒死和水滸傳中的描述並無不同。但在毒死武大郎之後，金瓶梅中的描述是西門慶與潘金蓮淫亂後，又偷娶進門，因此武松出公差回來之後，並沒有找到潘金蓮，他又去找西門慶，但卻誤打死了李皂隸，隨後武松便被帶走。話說西門慶與潘金蓮燒了武大郎後，當天潘金蓮就膽大妄為的和西門慶一起尋歡作樂，縱慾宣淫，次日，又安排一席酒，向王婆作辭後，潘金蓮將迎兒交付給王婆撫養，七年後，武松遇赦回鄉。
潘金蓮是南門外一名裁縫的女兒，排行第六，小名六姐，出身贫寒，七歲時父親去世，母親送她到余秀才家上了三年女學，詩詞歌賦唱本都認識，又教她女紅針指，因為自幼生得有些姿色，纏得一雙小腳，有如三寸金蓮，所以名叫金蓮，九歲時就被賣去學藝，王招宣教他弹琴吹箫、吟诗写字、繪画围棋、打双陆、抹骨牌，梳头匀脸、点腮画眉，潘金蓮十二歲時，就會描眉畫眼，傅粉施朱，品竹彈絲，女红針指，描鸞繡鳳，知書識字，精通琵琶，能歌善舞，琴棋書畫，百家词曲，多才多藝，無所不通。潘金蓮十五歲時，出落得格外美豔俏麗，聰明伶俐，在大戶人家當侍女，教她琴棋书画、歌舞侍人，潘金蓮十八歲時，出落得臉襯桃花，眉彎新月，又学会吹笙歌舞等技艺，夫人余氏甚是抬举，給她金银首饰梳妝打扮，大戶見她姿色妖豔，聰明伶俐，便将她收用，后被妈妈余氏得知，张大户为保持与潘金莲的奸情，故将她赠与武大郎为妻，武大郎因胆小怕事，又因潘金莲本就是张大户的人，故对他两人的苟且之事睁一只眼闭一只眼；直到张大户病死，武大郎与潘金莲才在妈妈余氏的逼迫下搬离张大户家的房子。
武大郎和前妻生有一女，名叫迎兒，年僅十二歲，迎兒幼稚木訥，膽小怕事，笨拙呆板，姿色一般，这样一个不漂亮，不机灵的丫头，自然不受潘金蓮疼愛，經常受到潘金蓮殘忍的欺凌虐待，對她凶狠粗暴，毫無憐憫之心，而身為父親的武大郎卻因為自卑，聽之任之對待，迎兒像是丫鬟一般，任由狠毒驕悍的潘金蓮肆無忌憚虐待她，時常無故被朝打暮罵，不給飯吃，被當成奴婢一般折磨使喚，武大郎又對潘金蓮极为看重，甚至不捨潘金莲洗衣做饭，作粗活兒，於是，一切家务事全都压在迎儿身上，潘金蓮則在一旁只顧梳妝打扮，嗑瓜子兒，可是，潘金蓮仍不滿意，对武大郎和迎儿只是一味打骂，毫不领情，一直生活在潘金蓮的淫威下，潘金莲因为思念情夫西门庆，不時派王婆、迎兒去打探消息，回來時因為沒消息，迎兒又被潘金蓮噦罵在臉上，打在臉上，怪她沒用，又叫她跪着，餓到中午，又不給她飯吃，心情不好時，潘金莲本是坏后母，因受到西门庆冷遇，变得更坏，更促狭，更残忍，便迁怒迎儿，打罵她出氣，還狠狠打了她幾個耳光，武大郎死後，迎兒更成了潘金蓮的丫鬟奴婢和出氣筒子，指使著端茶倒水，也變本加厲打罵凌虐她，而迎兒孤苦無依，只得和繼母繼續住在一起。
一日潘金蓮精心親手做了一籠餡肉角兒，想款待西門慶享用，由于迎儿肚子饿了，便偷吃她蒸下的一个角儿，潘金蓮數了數，少了一個，繼母潘金蓮生得惡毒，便把满腔的气愤全都發洩在迎儿身上，殘酷地懲罰迎兒，打她，罵她偷吃角兒，她扒光迎儿的衣服，用鞭子抽了她三十鞭子，直到她招认为止，又用刻薄恶毒的言语咒骂迎儿，拿馬鞭子打迎兒幾十下，之後潘金蓮放迎兒起來，又叫她打扇，打了一回扇，潘金莲又叫迎儿把脸伸给她，用尖指甲在迎兒的臉上，掐了两道血口子，才饒了迎兒，其狠毒暴戾的個性，可見一斑，甚至潘金蓮和西門慶在外幽會偷情，還要迎兒看家，而且威脅迎兒，不許告訴武大郎，迎兒因畏懼潘金莲，應諾不提。
《金瓶梅》第九回，描述潘金蓮剛被娶到西門家時，吳月娘第一次看到潘金蓮，她眼中的潘金蓮就書中所敘：「月娘在坐上仔細定睛觀看，這婦人年紀不上二十五、六，生得這般標緻，但見：眉似初春柳葉，常含著雨恨雲愁；臉如三月桃花，暗帶著風情月意。纖腰嬝娜，拘束的燕懶鶯慵；檀口輕盈，勾引得蜂狂蝶亂。玉貌妖嬈花解語，芳容窈窕玉生香。吳月娘從頭看到腳，風流往下跑；從腳看到頭，風流往上流。論風流，如水晶盤內走明珠；語態度，似紅杏枝頭籠曉日。」之後吳月娘還咒罵潘金蓮是個「九尾狐狸精」；吳神仙在看了潘金蓮的面相後，說她“髮濃鬢重，光斜視以多淫，臉媚眉彎，身不搖而自顫，面上黑痣，必主刑夫；唇中短促，終須壽夭。”，“舉止輕浮惟好淫，眼如點漆壞人倫，月下星前長不足，雖居大廈少安心。”
《金瓶梅》中这样描写潘金蓮的美貌：“但见她黑鬒鬒赛鸦鸰的鬓儿，翠弯弯的新月的眉儿，香喷喷樱桃口儿，直隆隆琼瑶鼻儿，粉浓浓红艳腮儿，娇滴滴银盆脸儿，轻袅袅花朵身儿，玉纤纤葱枝手儿，一捻捻杨柳腰儿，软浓浓粉白肚儿，窄星星尖翘脚儿，肉奶奶胸儿，白生生腿儿，更有一件紧揪揪、白鲜鲜、黑裀裀，正不知是甚么东西。观不尽这妇人容貌。”
《金瓶梅》中潘金蓮的打扮：“头上戴着黑油油头发鬏髻，一迳里縶出香云，周围小簪儿齐插。斜戴一朵并头花，排草梳儿后押。难描画，柳叶眉衬着两朵桃花。玲珑坠儿最堪夸，露来酥玉胸无价。毛青布大袖衫儿，又短衬湘裙碾绢纱。通花汗巾儿袖口儿边搭剌。香袋儿身边低挂。抹胸儿重重纽扣香喉下。往下看尖翘翘金莲小脚，云头巧缉山鸦。鞋儿白绫高底，步香尘偏衬登踏。红纱膝裤扣莺花，行坐处风吹裙跨。口儿里常喷出异香兰麝，樱桃口笑脸生花。人见了魂飞魄丧，卖弄杀俏冤家。”
潘金莲是西门庆的第五个小妾，西门庆给潘金莲分配了一个丫鬟名唤龐春梅。潘金蓮嫁給西門慶後，过着荒淫糜爛，花天酒地的腐朽生活，在西门庆的诸多妻子中，潘金莲泼辣美豔，却最有心计，由於西門府中爾虞我詐的殘酷現實，從而變得更加心狠手辣，身上的「小家碧玉」漸漸消失，「邪惡小人」漸漸升騰，不僅经常毒打凌遲丫鬟，還折磨虐待秋菊，還害死了宋蕙蓮，甚至连她亲生母親也常遭到她责骂厭棄，潘金蓮陰險毒辣，工於心計，阴狠残酷，极其狠毒，憑著她的聰明機敏，美豔嬌媚，和西門慶的幾個老婆勾心鬥角，無所不用其極，最後勝出，又和李瓶兒爭寵，之後李瓶兒生了個兒子，母以子貴，西門慶便對李瓶兒寵愛有加，把潘金蓮恨得牙癢癢，妒火中燒，一心想害死李瓶兒的兒子，便施展一切陰險狠毒的手段，用盡各種陰謀詭計，打擊陷害對手，潘金蓮養了一隻白貓，把李瓶兒的兒子嚇死了，李瓶兒日夜悲啼，不思飲食，又經不起潘金蓮的攻擊詆毀和步步逼近，一病不起，不久去世。
潘金蓮與西門慶雲雨後，西門慶因多吃春藥，縱慾過度死去，潘金蓮寂寞難耐，淫慾成性，與女婿陈敬济通奸，在與陳敬濟的偷情過程中，潘金蓮懷孕了，白胖兒子生下來後，用草紙裹著扔進了茅坑，謊稱月事來了，幾天後，一個挑糞的漢子，在茅坑裡，挑出了一個白白胖胖的孩子，於是，潘金蓮與陈敬济通姦的醜事曝光，正室吴月娘令王婆將其領回，但潘金蓮仍慾火熾盛，淫亂不止，依舊打扮喬眉喬眼，描眉畫眼，彈弄琵琶，在簾下看人，除了與陳敬濟藕斷絲連外，竟又與王婆的兒子王潮兒勾搭成姦，這時武松遇赦回家，迎兒恰好十九歲，到了出嫁年齡，武松以看顧迎兒為由，假稱願娶潘金蓮，將再次守寡的潘金蓮騙回來。於是故事回歸最初水滸傳和金瓶梅的分叉點：武松為武大郎報仇，殺死淫婦潘金蓮，將她斬首剖腹，得年三十二歲。

## 相关影视
| 年份   | 作品                             | 出演者     | 导演                   | 备注  |
| ------ | -------------------------------- | ---------- | ---------------------- | ----- |
| 1955年 | 《金瓶梅》                       | 李香兰     | 王引                   | [ 4 ] |
| 1964年 | 《潘金莲》                       | 张仲文     | 周诗禄、李翰祥         | [ 4 ] |
| 1968年 | 《金瓶梅》                       | 真山知子   | 若松孝二               | [ 4 ] |
| 1973年 | 《风流韵事》                     | 胡锦       | 李翰祥                 |       |
| 1974年 | 《金瓶双艳》                     | 胡锦       | 李翰祥                 | [ 4 ] |
| 1982年 | 《武松》                         | 汪萍       | 李翰祥                 | [ 4 ] |
| 1989年 | 《潘金莲之前世今生》             | 王祖贤     | 罗卓瑶                 | [ 4 ] |
| 1991年 | 《金瓶风月》                     | 纪倩儿     | 李翰祥                 | [ 4 ] |
| 1991年 | 《聊斋金瓶梅》                   | 陈蓓琪     | 李柏翰                 | [ 4 ] |
| 1993年 | 《水浒笑传》                     | 毛舜筠     | 高志森                 | [ 4 ] |
| 1994年 | 《少女潘金莲》                   | 黄美貞     | 李翰祥                 | [ 4 ] |
| 1994年 | 《恨锁金瓶》                     | 温碧霞     | 李艳芳                 | [ 4 ] |
| 1995年 | 《新金瓶梅》                     | 杨思敏     |                        | [ 4 ] |
| 1997年 | 《康熙情锁金殿》                 | 翁虹       |                        | [ 4 ] |
| 1998年 | 《水浒传》                       | 王思懿     | 张绍林                 | [ 4 ] |
| 2001年 | 《情谊英雄五二郎风流女子潘金莲》 | 傅艺伟     |                        | [ 4 ] |
| 2002年 | 《阴阳路十六之回到武侠时代》     | 蓝洁瑛     | 叶伟英                 | [ 4 ] |
| 2003年 | 《水浒无间道》                   | 黎姿       | 方俊华、伍兆荣、方骏钊 | [ 4 ] |
| 2003年 | 《水浒笑传之林冲打鸭》           | 王茜       | 高志森                 |       |
| 2004年 | 《水浒笑传之黑店寻宝》           | 王茜       | 高志森                 | [ 4 ] |
| 2005年 | 《潘金莲调戏西门庆》             | 蓝洁瑛     |                        | [ 4 ] |
| 2006年 | 《潘金莲》                       | 廖学秋     |                        | [ 4 ] |
| 2008年 | 《金瓶梅》                       | 早川濑里奈 | 钱文锜                 | [ 4 ] |
| 2009年 | 《金瓶梅2：爱的奴隶》            | 早川濑里奈 | 钱文锜                 |       |
| 2011年 | 《水浒传》                       | 甘婷婷     | 鞠觉亮                 |       |
| 2013年 | 《武松》                         | 孫耀琦     | 王响伟、周敏           |       |
| 2016年 | 《我不是潘金蓮》                 | 范冰冰     | 馮小剛                 |       |
| 2021年 | 《武松血戰獅子樓》               | 張熙媛     | 朱江                   |       |
| 未上映 | 《新金瓶梅》                     | 龚玥菲     |                        |       |